# Osztrovszkoje
Osztrovszkoje (oroszul: Островское) település  Oroszország Kosztromai területén, az Osztrovszkojei járás székhelye.
Lakossága: 5042 fő (a 2010. évi népszámláláskor).

## Fekvése
Kosztromától 88 km-re keletre, a Kosztroma–Makarjev közötti főút mentén, a Mezsa (a Volga mellékfolyója) partján helyezkedik el. 
Eredeti neve Szemjonovszkoje-Lapotnoje. Forgalmas kereskedelmi úton feküdt, a főutcán húzódó kereskedősoráról és kereskedőiről volt híres. A helyi hatóságok és kereskedők összefogásával kezdték építeni 1900-ban a Volga partjára dél felé vezető, kereskedelmi szempontból is fontos utat, de az csak 1917 után készült el. 
A szovjet korszakban járási székhely lett. Az 1930-as években kisebb hőerőmű, közfürdő, lenfeldolgozó üzem épült. Az 1960-as és 1970-es években kenyérgyár és egy nagy téglagyár kezdte meg működését.
1956-ban a település fölvette Alekszandr Osztrovszkij író nevét, (aki a járásban született), 1965-ben pedig faluból átsorolták munkástelepülés kategóriába. 1900-tól 1916-ig itt élt és dolgozott Borisz Kusztogyijev festőművész; egykori lakóházát emlékmúzeummá alakították és 1958-ban nyitották meg.
A település gazdaságát elsősorban fafeldolgozó és élelmiszeripari üzemek jellemzik.